# Ernst Moering
Johannes Martin Ernst Moering (* 12. Mai 1886 in Naumburg an der Saale; † 29. Januar 1973 in Hofgeismar) war ein deutscher evangelischer Theologe und Geistlicher (Superintendent und Pfarrer) sowie Bibliothekar.

## Leben und Tätigkeit

### Frühes Leben
Moering war ein Sohn des Pastors und Garnisonpfarrers Andreas Christoph Moering (1842–1910) und seiner Ehefrau Alma, geb. Zimmermann (1853–1924). Infolge der berufsbedingten Versetzungen seines Vaters verlebte er seine Kindheit in Beesenstedt, Mansfelder Seekreis. Von 1896 bis 1904 besuchte er das Stadtgymnasium zu Halle an der Saale.
Von 1904 bis 1910 studierte Moering evangelische Theologie in Marburg, Halle und Heidelberg sowie an der theologischen Schule zu Bethel in Bielefeld. Zu seinen Lehrern gehörten u. a. Friedrich Niebergall, Hans von Schubert, Ernst Troeltsch und Johannes Weiß, deren Einfluss auf seine geistige Entwicklung er selbst besonders betonte. Speziell Weiß attestierte er, „richtunggebende Beeinflussung inbezug auf die Art“ seines theologischen Denkens und die Methode seiner Arbeit. Im Herbst 1909 und 1910 bestand er in Karlsruhe die beiden theologischen Prüfungen. Am 25. Oktober 1910 wurde er in Heidelberg ordiniert. Nach dem Bestehen seiner zweiten theologischen Prüfung ermöglichte das ihm verliehene Wormser Luther-Denkmal-Stipendium ein zusätzliches Studienjahr in Halle und die Anfertigung einer Dissertation über das Thema Theophanien und Träume in der biblischen Literatur. Die Anregung zu dieser Arbeit hatte Weiß als sein Mentor ihm gegeben. Er schloss sein Studium mit dem Abschluss eines Lic. theol. ab.
Vom 1. September 1911 bis zum November 1912 war Moering Stadtvikar in Mannheim an der Christuskirche. Danach war er bis zum 31. Juli 1914 Hilfsprediger an der Marktkirche Unser Lieben Frauen in Halle.

### Tätigkeit in Breslau (1915 bis 1933)
Ab dem 1. August 1915 war Moering als Pfarrer bei der neu errichteten Königin-Luise-Gedächtniskirche in Breslau als Pfarrer angestellt. Als ausnehmend begabter Redner hatte Moering dort großen Erfolg als Prediger: Ein Miterlebender hat später berichtet, dass er „aufgrund seiner mitreißenden Redekunst“ derart großen Anklang bei der Breslauer Bevölkerung gefunden habe, dass die Kirche, obwohl sie über 900 Sitzplätze verfügte, bei seinen Predigten meist überfüllt gewesen sei. Ein Grund für die Faszination, die von ihm ausging, war nach Renate Moering, dass „bei einer unerschütterlichen Gläubigkeit“ sich in seinen Predigten nicht bloß mit Bibelstellen, sondern auch mit Literatur (sogar mit zeitgenössischer) und mit Philosophie auseinandersetzte.
Als der Theologe Rudolf Bultmann 1916 als außerordentlicher Professor nach Breslau kam, lernte er Moering kennen und knüpfte bald eine enge und dauerhafte Freundschaft zu ihm. Er kennzeichnete ihn als „hochbegabten Mann mit Charisma und Mut“ und ließ sich von ihm bewegen, Vorträge an der Volkshochschule zu halten. Über Moering schrieb Bultmann, dass dieser sein „Predigtamt mit einem dem Christentumsverständnis Søren Kierkegaards verpflichteten Ernst und mit großem homiletischen Geschick auszuüben“ verstanden habe.
Anfang der 1920er Jahre veröffentlichte Moering zwei Bände, die die Texte einer größeren Anzahl seiner Predigten sammelten.
Aufgrund seiner nach links neigenden politischen Einstellung kam es zu Spannungen zwischen Moering und der, wie in der protestantischen Kirche dieser Zeit üblich, politisch nach rechts tendierenden Kirchenleitung. Moering gab daher den Pfarrerberuf 1927 auf. Er wurde stattdessen am 1. April 1927 Direktor der „Städtischen Volksbüchereien und Lesehallen“ in Breslau. Er stand anschließend knapp sechs Jahre, bis 1933, an der Spitze der städtischen Volksbibliotheken Breslau.
In seiner Eigenschaft als Direktor der Volksbüchereien gründete Moering auch die Monatsblätter der städtischen Volksbüchereien, die von März 1928 bis März 1933 in Breslau erschienen. Er selbst steuerte zu diesen zahlreiche Artikel bei, in denen er zu literarischen, soziologischen und politischen Fragen Stellung nahm.
Politisch gehörte Moering der Deutschen Demokratischen Partei (DDP) an. In den 1920er Jahren amtierte er zeitweise (um 1926) als Vorsitzender des Vorstandes des Bezirksverbandes Mittelschlesien der DDP und als 1. Vorsitzender des geschäftsführenden Vorstandes des Stadtkreises Breslau der Partei. Politische Betätigung von Geistlichen hielt Moering für zulässig und sogar geboten: In seinem Buch Kirche und Männer von 1917 hatte er es bedauert, dass es keine sozialdemokratischen Pfarrer gebe, so dass die Arbeiter keine Ansprechpartner in der Kirche finden würden. Mit Bezug auf sich selbst erklärte er indessen, aufgrund zu großen Dissenses nicht Sozialdemokrat werden zu können. In der Literatur wird er dennoch gelegentlich irrtümlich als SPD-Mitglied identifiziert.
In seinen Veröffentlichungen nahm er, seiner links-toleranten Einstellung entsprechend, in den frühen 1930er Jahren wiederholt Stellung gegen die völkische Ideologie und zumal gegen den politisch zunehmend aufstrebenden Nationalsozialismus. Noch im Januar 1933 empfahl er in diesem Sinne die Lektüre der Werke des jüdischen Philosophen Martin Buber und nach der Bildung der NS-Regierung warb er unter der Überschrift „Literatur und Zeitkritik“ für die Werke von Autoren, die der neuen Regierung als personae ingratae galten wie Thomas, Heinrich und Klaus Mann. Ebenfalls im Januar 1933 hatte er in einem Artikel mit der Überschrift „Wohin treibt Deutschland?“ ein Plädoyer für die Meinungsfreiheit abgegeben und den Anspruch erhoben, dass die Arbeit der von ihm geleiteten öffentlichen Bücherei politisch ungebunden sein sollte, indem sie im Dienst keiner politischen Richtung, weder der herrschenden noch der oppositionellen, stehen sollte.

### NS-Zeit und Leben nach dem Zweiten Weltkrieg
Im März 1933, wenige Wochen nach der Regierungsübernahme durch die Nationalsozialisten, wurde er als Direktor der Volksbüchereien abgesetzt. Im Mai 1933 wurde er in „Schutzhaft“ genommen und anschließend vom 20. Mai bis zum 3. Juni, nach anderen Angaben zum 30. Juni, 1933 im KZ Dürrgoy am Stadtrand von Breslau gefangen gehalten. Nach seiner Inhaftnahme wurde er von der SA dem Demütigungsritual eines Marsches der Schande unterzogen, indem er gezwungen wurde, eskortiert von einigen SA-Männern – zur zusätzlichen Erniedrigung mit dem Schmuck einer Narrenkappe auf dem Kopf – durch die Straßen von Breslau zu gehen, während Teile der Bevölkerung sich entlang der Straßen versammelt hatten, um zuzuschauen.
Nach seiner Freilassung tauchte er unter. Am 22. September 1933 wurde er wegen „nationaler Unzuverlässigkeit“ aus dem Staatsdienst entlassen. 1934 hielt er sich in Obernigk nördlich von Breslau verborgen. Von 1936 bis 1938 arbeitete er als Vikar in Weißwasser. 1939 wurde er Verkäufer von Büchern im Kaufhaus Karstadt in Berlin. Seit dem 1. Oktober 1943 war er als Vikar in Brehna im Kreis Bitterfeld tätig.
1946 wurde Moering Pfarrer in Bitterfeld. Anschließend war er von 1949 bis 1956 Superintendent des Kirchenkreises Brehna. Am 30. Juni 1956 ging er in den Ruhestand und siedelte nach Hofgeismar über.

## Ehe und Familie
Moering heiratete am 26. August 1914 in Riga Isa Freiin von Koskull (1881–1957). Aus dieser Ehe ging mindestens ein Sohn, der als Maler bekannt gewordene Klaus-Andreas Moering (1915–1945), hervor, außerdem der Sohn Ivo (* 1917).

## Schriften
- Theophanien und Träume in der biblischen Literatur, Göttingen 1914. (Dissertation)
- Mit verschleppten Ostpreußen an der Mündung der Wolga, Evangelischer Bund, Berlin 1915.
- Kirche und Männer, Vandenhoeck & Ruprecht, Göttingen 1917.
- Ein Buch vom neuen Glauben. Die Zersetzung des alten Glaubens. Die Formung des neuen Glaubens., Trewendt & Granier, Breslau 1919.
- In ungemessene Weite. Kanzelreden, 2. Bde., Trewendt & Granier, Breslau 1922. (Predigtensammlung)
- Gegen völkischen Wahn. Rede an Menschen guten Willens, Philo Verlag, Berlin 1924.
- Das Hessische Siechenhaus, Hofgeismar 1963.